# Cantón de Aumale
El cantón de Aumale era una división administrativa francesa, que estaba situada en el departamento de Sena Marítimo y la región de Alta Normandía.

## Composición
El cantón estaba formado por quince comunas:
- Aubéguimont
- Aumale
- Le Caule-Sainte-Beuve
- Conteville
- Criquiers
- Ellecourt
- Haudricourt
- Illois
- Landes-Vieilles-et-Neuves
- Marques
- Morienne
- Nullemont
- Richemont
- Ronchois
- Vieux-Rouen-sur-Bresle

## Supresión del cantón de Aumale
En aplicación del Decreto nº 2014-266 de 27 de febrero de 2014, el cantón de Aumale fue suprimido el 22 de marzo de 2015 y sus 15 comunas pasaron a formar parte del nuevo cantón de Gournay-en-Bray.